# 권석환
권석환(權錫煥, 1975년 10월 25일 ~ , 전라남도 여수시 국동)은 대한민국의 제7대 전라남도 여수시의원이다.

## 학력
- 1982.03 ~ 1988.02 여수남국민학교 졸업
- 1988.03 ~ 1991.02 여수구봉중학교 졸업
- 1991.03 ~ 1994.02 여수고등학교 졸업
- 1994.03 ~ 2001.08 광주대학교 산업정보공학과 졸업

### 비학위 수료
- 2017.08 국가평생교육진흥원(심리학 취득)
- 2020.08 전남대학교 교육대학원(상담심리) 재학

## 경력
- 행정사·품질관리기사
- 학교폭력상담사·예방교육사
- 미디어중독상담사·예방교육사
- 아동심리상담사 1급·심리상담사 2급
- 부모교육지도사·스피치지도사 2급
- 분노조절상담지도사·독서지도사 2급
- 자기주도학습코칭상담사 2급
- 국동 제일교회 안수집사
- 여문청소년문화의집 운영위원
- 2018.01 경찰공무원(여수경찰서 학교전담경찰관 등)
- 2018.02 권석환 행정사사무소 대표
- 2019.03 여수드론체험협동조합 이사장
- 2019.06 민주평화통일자문회의 자문위원
- 2019.03 법무부 법무보호위원
- 2018.11 여수시 청소년정책위원회 위원
- 2019.10 여수시 4차산업혁명 촉진·신산업육성위원회 위원
- 2019 더불어민주당 전국청년위원회 운영위원
- 2019 더불어민주당 전남도당 청년위원회 부위원장
- 2019 더불어민주당 전남도당 여수시 갑 지역위원회 청소년특별위원장
- 2020.01 (사)한국청소년 육성회 여수지구회 사무국장
- 2020.01 (사)여수종고회 사무총장
- 2020.01 여수시립도서관 운영 및 독서문화진흥위원회 위원
- 2020.02 전라남도교육청 학교폭력대책심의 위원
- 2020.03 여수교육지원청 학교폭력대책심의 위원
- 2020.04 ~ 2022.06 제7대 전라남도 여수시의회 의원
- 2020.04 ~ 2020.07 제7대 전라남도 여수시의회 전반기 기획행정위원회 위원
- 2020.07 ~ 2022.06 제7대 전라남도 여수시의회 후반기 의회운영위원회 위원
- 2020.07 ~ 2022.06 제7대 전라남도 여수시의회 후반기 해양도시건설위원회 위원

## 역대 선거 결과
|  | 9.67% |

|  | 53.09% |

|  | 17.57% |